# Semjénháza
Semjénháza è un comune dell'Ungheria di 704 abitanti (dati 2001). È situato nella contea di Zala.